# 243096 Klauswerner
243096 Klauswerner è un asteroide della fascia principale. Scoperto nel 2007, presenta un'orbita caratterizzata da un semiasse maggiore pari a 2,9734073 UA e da un'eccentricità di 0,0702078, inclinata di 10,12945° rispetto all'eclittica.